# کوریولانوس
کوریولانوس (به انگلیسی: Coriolanus) تراژدی‌ای کمتر شناخته از ویلیام شکسپیر است که زمانی میان سال‌های ۱۶۰۵ تا ۱۶۰۸ میلادی نوشته شده‌است. این نمایشنامه یکی از دو تراژدیِ واپسینِ شکسپیر (دیگری آنتونیوس و کلئوپاترا) است و داستانی دارد بر اساس سرگذشت سردار افسانه‌ای رومی گایوس مارسیوس کوریولانوس در قرن پنجم پیش از میلاد که پس از کامیابی در نبرد و سیاست، خواهان رهبری سیاسی است، ولی به خاطر ناسازگاری اهالی رم با دشمن هم‌پیمان می‌شود تا از مردم رم انتقام بگیرد. کوریولانوس سرانجام به واسطهٔ مادر و همسرش از این کار پشیمان می‌شود و آرام می‌گیرد و رم آسایشش را وامدار زنان می‌شود. و از این آسودگی کوریولانوس را بهره مرگ می‌شود.

## داستان

### پردهٔ یکُم
صحنهٔ ۱
در اوایل روزگار جمهوری روم، توده‌های رمی به خاطر کمبود گندم شورش کرده‌اند و بر بزرگان شهر، به ویژه کایوس مارتیوس، خشم گرفته‌اند. مننیوس آگریپا، که از بزرگان رم است، به جمع شورشیان درمی‌آید و آرامشان می‌کند. سپس مارتیوس سرمی‌رسد و توده‌ها را به باد دشنام می‌گیرد و ایشان را سست‌عنصر و بوقلمون‌صفت می‌خواند. در این اثنا پیکی از راه می‌رسد و خبر مهیّا شدن وُلسی‌ها را از بهر حمله به رم می‌رساند. مارتیوس که دلاور و جنگجوست خبر را به شادمانی پذیرا می‌شود. بزرگان رم می‌رسند و بنا به شورِ جنگ می‌کنند و به مجلس کنکاش می‌شتابند. مارتیوس نیز یکی از سرداران این نبرد است و شوق مبارزه با تولوس اوفیدیوس، سردار ولسی، را در دل دارد. شورش فراموش می‌شود، توده‌ها می‌پراکنند و مدافعان حقوق مردم می‌مانند و کینه‌ای که از مارتیوس به دل گرفته‌اند.
صحنهٔ ۲

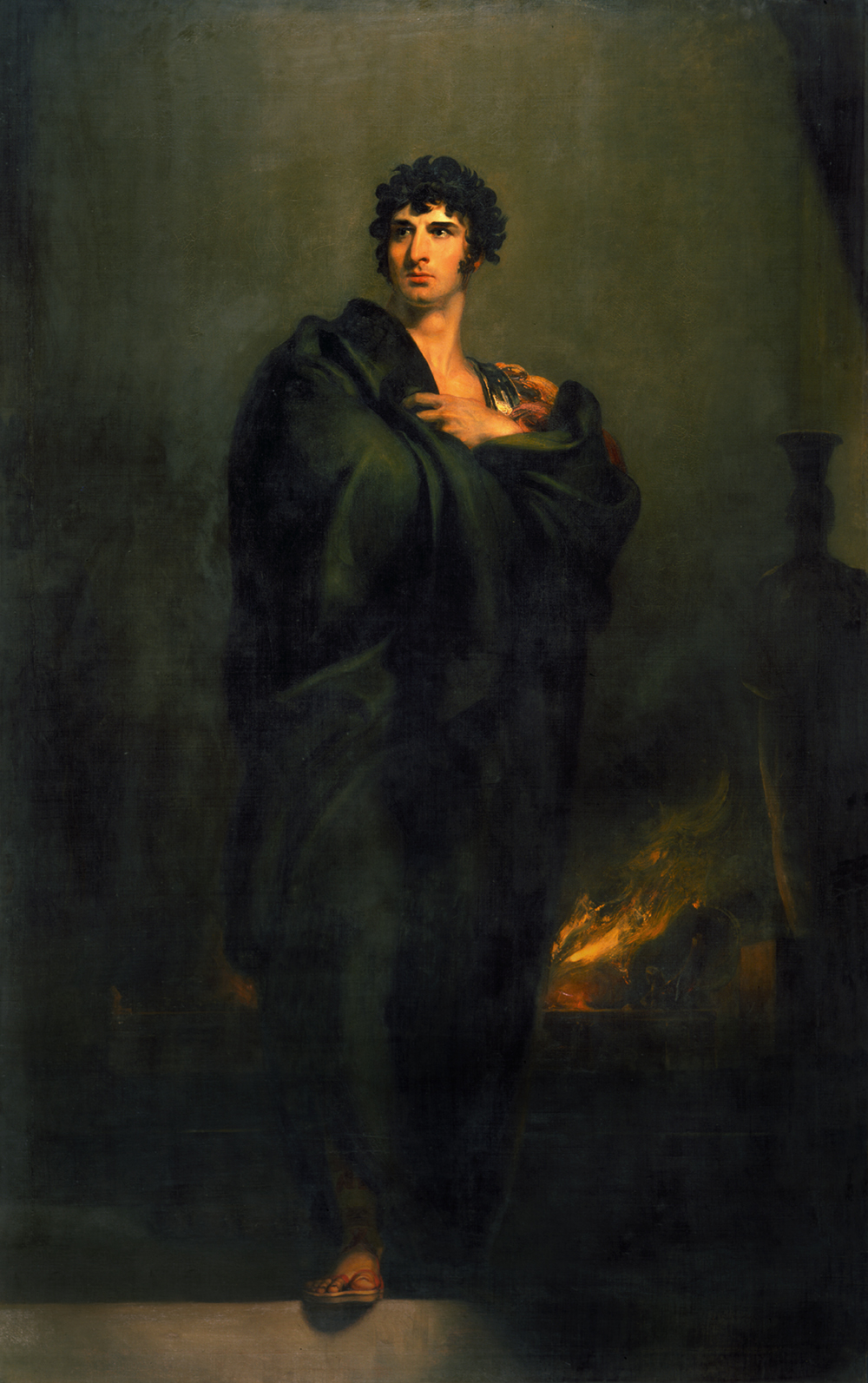
جان فیلیپ کمبل در نقشِ کوریولانوس

بزرگان ولسی گرد آمده‌اند. تولوس اوفیدیوس به ایشان می‌گوید که اخباری از رم دارد که رمی‌ها از آهنگِ حملهٔ ایشان آگاهند، احتمالاً میان ولسی‌ها جاسوس دارند، و نیروهاشان را مهیّا کرده‌اند. جنگ در پیش است. اوفیدیوس نیز برای نبرد با مارتیوس بی‌تاب است.
صحنهٔ ۳
مادر مارتیوس، ولومنیا، و همسرش، ویرجیلیا، در خانه نشسته‌اند و دوختنی می‌دوزند. مادر از دلیری پسر می‌گوید و افتخار جنگ؛ و زن نگران شوی است که به جنگ ولسی‌ها رفته. زنی والریا نام از آشنایان سرمی‌رسد و زنان را به گردش فرامی‌خواند. ویرجیلیا آشفته است و هراسان، و می‌خواهد خانه بماند تا مارتیوس یا خبری از اخبارش برسد. والریا می‌گوید که شنیده سپاهیان بر دروازهٔ کوریولی فرود آمده‌اند و صف‌ها آراسته‌اند. ولومنیا و والریا خوش و شادان از خانه می‌روند که گردشی بکنند. ویرجیلیا نگران و پریشان در خانه با پسر خردسالش می‌ماند.
صحنهٔ ۴
مارتیوس و لارتیوس نزدیک میدان نبرد و بر دروازه‌های کوریولی هستند. سناتورهای ولسی بر فراز دیوارهای شهر پیدا می‌شوند و مارتیوس از ایشان می‌پرسد که اوفیدیوس در چه حال است. اوفیدیوس در حال نبرد دیده می‌شود و در همین حال دروازهٔ شهر گشوده می‌شود و سپاه تازه‌نفسی از ولسیان بر رمی‌ها یورش می‌برد. مارتیوس با سربازان به نبرد می‌شتابد، ولی شکست می‌خورند و برمی‌گردند و مارتیوس بر سربازانش خشم می‌گیرد. او سربازان را برمی‌انگیزد تا سپاه ولسی را که به شهر بازمی‌گردد در پی افتند و جنگ کنند، و خود پیش می‌افتد، ولی تنها می‌ماند و در پی ولسی‌ها به شهر درمی‌آید و پشت دروازه که اینک بسته شده به دام می‌افتد. لارتیوس می‌رسد و از مارتیوس می‌پرسد و خبر مرگ محتومش را می‌شنود و بر دلیری و سرسختی وی افسوس می‌خورد. ولی مارتیوس خونین سرمی‌رسد و لارتیوس با سربازان در پی او می‌روند و در شهر می‌شوند.
صحنهٔ ۵
چند سربازِ رمی غنیمت می‌برند. مارتیوس می‌رسد و ایشان را نفرین می‌کند و خوار می‌شمارد. بانگ شیپور کومینیوس می‌رسد. مارتیوس شهر را به لارتیوس می‌سپارد؛ و با وجود زخم‌های فراوان، آهنگِ یاریِ کومینیوس می‌کند و به نبرد اوفیدیوس می‌شتابد.
صحنهٔ ۶
کومینیوس و سربازانش سخت جنگیده‌اند و دمی پس کشیده‌اند تا از شکست پرهیخته و پیروزی را چاره‌ای بیندیشند. پیکی می‌رسد و خبر می‌آورد که مارتیوس و لارتیوس از حملهٔ ولسی‌ها پس نشسته‌اند. سپس مارتیوس می‌رسد، و کومینیوس چهرهٔ خونینش را می‌شناسد و از احوال نبرد در جبههٔ ایشان می‌پرسد. مارتیوس می‌گوید که لارتیوس شهر را به فرمان دارد و تکلیف بزرگانِ شهرِ فتح شده را روشن می‌کند. کومینیوس شاد می‌شود که اخبار عقب‌نشینی کهنه بوده و پیروزی دست داده. مارتیوس از وضع این جبهه می‌پرسد و بار می‌خواهد که به نبرد اوفیدیوس - که پیشاپیش ولسی‌ها در این جبهه می‌جنگد - برود. کومینیوس رضا می‌دهد، و مارتیوس از میان سربازان گروهی دلیر برمی‌گزیند و روانه می‌شود.
صحنهٔ ۷
لارتیوس شهر فتح شده را به فرماندهانش می‌سپارد و به یاری سرداران دیگر می‌شتابد.
صحنهٔ ۸
مارتیوس و اوفیدیوس با هم در جنگ تن به تن درمی‌آویزند. چند ولسی به یاری اوفیدیوس می‌شتابند.
صحنهٔ ۹
مارتیوس با دستی آویخته از گردن و کومینیوس از دو سو می‌رسند. جنگ تمام شده و رمی‌ها چیره شده‌اند. کومینیوس دلاوری مارتیوس را می‌ستاید و بخشی از غنایم در خورد جنگاوریش وعده می‌دهد. ولی مارتیوس به سهم معمول بسنده می‌کند و بیش از آن نمی‌پذیرد. کومینیوس اسب خود را با ساز و برگش به مارتیوس پیشکش می‌کند و او را به نام شهری که گشاده «کوریولانوس» می‌نامد. سپس به لارتیوس که خود را بدیشان رسانده فرمان می‌دهد که به کوریولی بازگردد و بزرگان شهر را به رم فرستد تا گفتگوهای باج و خراج فتح آغاز شود. مارتیوس، که از این پس کوریولانوس نامیده می‌شود، درخواستی از کومینیوس دارد: که مرد تنگدستی از اهالی کوریولی که روزگاری میزبان وی بوده و اینک میان اسیران دیده شده آزاد شود. خواستهٔ او روا می‌شود و کومینیوس به لارتیوس فرمان می‌دهد که مردک را برهاند. ولی کوریولانوس نام مرد را به یاد نمی‌آورد. سپس وی همراه کومینیوس به خرگاه می‌روند تا شرابی بنوشند و به زخم‌های کوریولانوس برسند.
صحنهٔ ۱۰
اوفیدیوس زخمی و خشمگین با دو سه سرباز ولسی سخن می‌گوید. شهر از دست شده و باج سنگینی به گردن ولسیان خواهد افتاد. اوفیدیوس مارتیوس را نفرین می‌کند و از شکست پی در پی برابر وی می‌نالد و می‌غرّد. وی سربازی به شهر گسیل می‌کند تا خبر بیاورد و خود به پناهگاهی در صحرا می‌رود.

### پردهٔ دوّم
صحنهٔ ۱
منینیوس با نمایندگان توده‌ها بر سر ارج و بزرگی مارتیوس بگومگو می‌کند. ولومنیا، ویرجیلیا و والریا می‌رسند و در پاسخ منینیوس می‌گویند که مارتیوس پیروز گشته و اوفیدیوس از چنگش گریخته و خود فاتحانه در راه است و باید به پیشوازش شتافت. منینیوس شادمان می‌شود و با ولومنیا از زخم‌های ارجمند مارتیوسِ سرافراز در این جنگ و جنگ‌های پیشین، از جمله جنگی که به تبعید لوسیوس تارکوینیوس سوپربوس انجامید که واپسین شاه رم بود، سخن می‌گوید. جارچی می‌رسد و مژده پیروزی می‌دهد و لقب «کوریولانوس» را به همگان اعلام می‌کند. مردم شادان به خیابان‌ها ریخته‌اند و کوریولانوس را می‌ستایند. کوریولانوس با شتاب با اهل و خویش و منینیوس دیدار می‌کند و سپس به کاپیتول می‌برندش. همه می‌روند؛ و بروتوس و سیسینیوس می‌مانند که از شادمانی و برانگیختگی مردم ناخشنودند، و از طرفی هم می‌دانند که سرکشی و خیره‌سری کوریولانوس باز هم برایش دشمن خواهد تراشید و کنسول شدنش دست نخواهد داد. و با این همه نقشه می‌کشند که مردم را به این باور بگرایانند که کوریولانوس ایشان را دوست نمی‌دارد تا مردم باز بر او بشورند. پیکی می‌رسد و پیام می‌رساند که بروتوس و سیسینیوس را در کاپیتول چشم به راهند و احتمالاً کوریولانوس کنسول می‌شود. پس همگی به کاپیتول می‌روند، و این دو خیالِ برآوردن خواستهٔ خویش را دارند.
صحنهٔ ۲
افسران در کاپیتول از این می‌گویند که به بیشترین احتمال کوریولانوس کنسول خواهد شد، و این که او مردم را دوست نمی‌دارد و ایشان را بدین نمی‌فریبد که دوستشان می‌دارد. بزرگان از نشستِ رسیدگی به کار کوریولی و ولسی‌ها می‌رسند و کوریولانوس در میانشان. منینیوس رشته سخن را به دست می‌گیرد و سخن دلاوری کوریولانوس را به میان می‌آورد. نمایندگان مردم، بروتوس و سیسینیوس، خوش‌تر می‌دارند که کوریولانوس با مردم بهتر رفتار کند. منینیوس طرف کوریولانوس را می‌گیرد و از کومینیوسِ کنسول می‌خواهد که از جنگاوری وی سخن گوید. کوریولانوس نه تابِ آن دارد که با مردم بهتر رفتار گزیند، و نه برمی‌تابد که ستایش بشنود. پس بیرون می‌رود. کومینیوس کارهای کوریولانوس در جنگ‌های پیشین و این جنگ را می‌ستاید و بزرگان می‌شنوند. نیز می‌گوید که او غنایم را نپذیرفت. همه مگر نمایندگان مردم همداستانند که کوریولانوس شایستهٔ کنسولی است. او را بازمی‌خوانند و برمی‌گردد و می‌گویندش که به کنسولی برگزیده‌اندش. او کرنش می‌کند، ولی از این درخواست که به شیوهٔ مألوف میان مردمان رفته و زخم‌هایش را نموده و آرایشان را جلب کند تن می‌زند. نمایندگان مردم ناخشنود می‌شوند، ولی منینیوس گردن می‌گیرد که کوریولانوس رسم همیشگی را به جای آرد. بروتوس و سیسینیوس بدبین هستند و می‌روند تا مردم را از آنچه گذشت بیاگاهانند.
صحنهٔ ۳
شهروندان با هم سخن می‌گویند که چگونه ناگزیر باید دلاوری کوریولانوس را پاس دارند و رأیشان را از او دریغ نکنند. کوریولانوس با جامهٔ خاکساری با منینیوس می‌رسد. شهروندان از هم جدا می‌شوند تا تک تک و محترمانه سخن کوریولانوس را بشنوند، احیاناً زخم‌هایش را ببینند، و رأی موافق بدهند. کوریولانوس خشمگین است و منینیوس آرامش می‌کند تا رسم را پاس دارد و به مردم روی خوش نشان دهد. کوریولانوس میان مردم می‌رود و با چند تنی به نرمی و درشتی سخن می‌گوید و نیش و کنایه‌ای هم می‌زند؛ ولی سرجمع بر خود مسلّط می‌ماند و کار از دست نمی‌شود و مردم او را به خاطر فداکاری در جنگ به کنسولی می‌پذیرند. منینیوس و بروتوس و سیسینیوس می‌رسند. نمایندگان مردم رأی مردم را تأیید کرده‌اند و اینک منینیوس کوریولانوس را می‌برد که جامهٔ کنسولی پوشد و در مراسم سنا حاضر شود. بروتوس و سیسینیوس با مردم می‌مانند و به ناخشنودی ایشان دامن می‌زنند و برمی‌انگیزندشان که از رأیی که به ناخواست داده‌اند برگردند و بگویند که رأی را به خواستِ بروتوس و سیسینیوس داده‌اند، نه به دلخواه خویش. نمایندگان خشنودند که شورش پس نیوفتاده و مردم به اعتراض روانه شده‌اند.

### پردهٔ سوّم
صحنهٔ ۱
بزرگان می‌رسند و کوریولانوس در میانشان است. لارتیوس می‌گوید که اوفیدیوس آهنگِ جنگ داشته، و به همین خاطر مذاکرات را کوتاه کرده‌اند. کوریولانوس آرزو می‌کند که کاش می‌شد به جنگ وی بروند. سیسینیوس و بروتوس سرمی‌رسند و کوریولانوس را از رفتن به نزد مردم بر حذر می‌دارند و وی را از خشم ایشان می‌آگاهانند. کوریولانوس خشم می‌گیرد و از سست‌عنصری مردم و از دسیسهٔ نمایندگان می‌نالد و می‌غرّد. سخن به درازا می‌کشد و میان کوریولانوس و نمایندگان مردم بگومگو می‌شود. کوریولانوس بیزاری خویش از مردم را آشکارا به زبان می‌آورد و گندمی را که پیش از جنگ به رایگان به ایشان داده شده بود حقّ ایشان نمی‌داند و ناسپاسشان می‌خواند. نمایندگان نیز می‌گویند که مردم پشتیبان کوریولانوس نیستند و او نمی‌تواند کنسول باشد. کوریولانوس زیر بار نمی‌رود و پذیرش گرایش مردم را شرط جوانمردی نمی‌داند و تا آنجا پیش می‌رود که پیشنهاد می‌کند نمایندگان را، که در هنگام شورش برگزیده شده بودند تا اوضاع آرام شود، اینک بر حسب خِرد و مصلحت برکنار کنند. نمایندگان این را خیانت می‌شمارند و رایشان بر این می‌گردد که کوریولانوس دستگیر شود. مردم می‌رسند و سیسینیوس ایشان را برمی‌انگیزد و بروتوس حکم اعدام کوریولانوس را می‌دهد و درگیری آغاز می‌شود. کوریولانوس شمشیر می‌کشد، ولی او را از معرکه به در می‌برند. منینیوس می‌ماند و با مردم و نمایندگان سخن می‌کند، از فداکاری‌های کوریولانوس در جنگ می‌گوید و می‌کوشد تا رایشان را برگرداند. ولی ایشان همچنان بر آنند که کوریولانوس را در خانه‌اش دستگیر و از فراز صخرهٔ کاپیتول فروافکنند. منینیوس گردن می‌گیرد که کوریولانوس را به پیشگاه مردم بیاورد تا به صورت قانونی پاسخشان را بدهد. نمایندگان می‌پذیرند که کوریولانوس را در بازار ببینند و با وی سخن کنند، ولی اگر نیامد همان را بکنند که می‌خواستند. منینیوس می‌رود تا کوریولانوس را به بازار نزد مردم ببرد.
صحنهٔ ۲
کوریولانوس با چندی از بزرگان در خانه است و خشمگین است و از بیزاری از توده‌ها کوتاه نمی‌آید و بر تندخویی خویش پای می‌فشارد. ولی مادرش ناخشنود است. منینیوس با چند سناتور می‌رسد تا کوریولانوس را آرام کرده و به بازار ببرند تا با مردم به نرمی سخن کند و آشوب را بخواباند. ولومنیا کوریولانوس را اندرز می‌دهد که نخست باید قدرت خویش را استوار کند و سپس باورش را؛ و تا این کار کرده شود باید نقش بازی کند و نرم‌خویی پیشه کند، هرچند در دل مگر کینه نداشته باشد. و تنها به این شیوه است که شهر خودش را فتح می‌تواند کرد. منینیوس نیز بر این سخن آفرین می‌کند و از کوریولانوس می‌خواهد که خوی نرم نشان دهد. کومینیوس هم می‌رسد و هشدار می‌دهد که کوریولانوس یا باید بگریزد، یا یستیزد. و او نیز بر این باور است که اگر کوریولانوس بتواند گفتار نرم پیشه کند، می‌شود که نه بگریزد، نه بستیزد. کوریولانوس می‌پذیرد، ولومنیا سرانجام کار را به تاب و توان فروتنی پسر وامی‌گذارد و می‌رود و کوریولانوس با بزرگان می‌رود تا به نرمی سخن کند و چون برمی‌گردد، کنسول رم شده باشد.
صحنهٔ ۳
بروتوس و سیسینیوس چشم به راه کوریولانوس نقشهٔ محاکمه را می‌کشند. کوریولانوس با منینیوس و کومینیوس و چندی از بزرگان می‌رسد و به بانگ بلند رم را می‌ستاید. منینیوس دلاوری او را در جنگ یاد می‌کند و تندخوییش را از جنگاوری می‌داند. سیسینیوس اتّهام خیانت و میل به تصاحب قدرت مطلقه را پیش می‌کشد. کوریولانوس خشمگین می‌شود و اختیار از کف می‌دهد و زبان به دشنام می‌گشاید. مردم فریاد می‌کنند و اعدام می‌خواهند. سیسینیوس همین را حکم می‌کند؛ ولی بروتوس خدمت کوریولانوس را یادآوری می‌کند و سرانجام رای بر تبعید می‌شود. کومینیوس که خود پیش از این کنسول بوده میانجی‌گری می‌کند، ولی سودی نمی‌دهد و کوریولانوس مردم و نمایندگان را دشنام می‌دهد و می‌رود. مردم از رفتنش شادمانی می‌کنند و به فرمان سیسینیوس او را در پی می‌افتند تا از شهر بیرون رود.

### پردهٔ چهارم
صحنهٔ ۱
کوریولانوس بدرود کنان همراهان را دلداری می‌دهد. ولومنیا مردم را دشنام می‌دهد و ویرجیلیا اشک می‌ریزد. کوریولانوس امید دارد که چون نباشد، مردم قدرش را بشناسند. کومینیوس می‌خواهد به پیشنهاد ولومنیا تا چندی با کوریولانوس همسفر شود، ولی کوریولانوس نمی‌پذیرد و می‌گوید که تا زنده است ایشان را از احوال خودش بی‌خبر نمی‌گذارد. سپس همه را به دروازه می‌خواند تا بدرود گوید.
صحنهٔ ۲

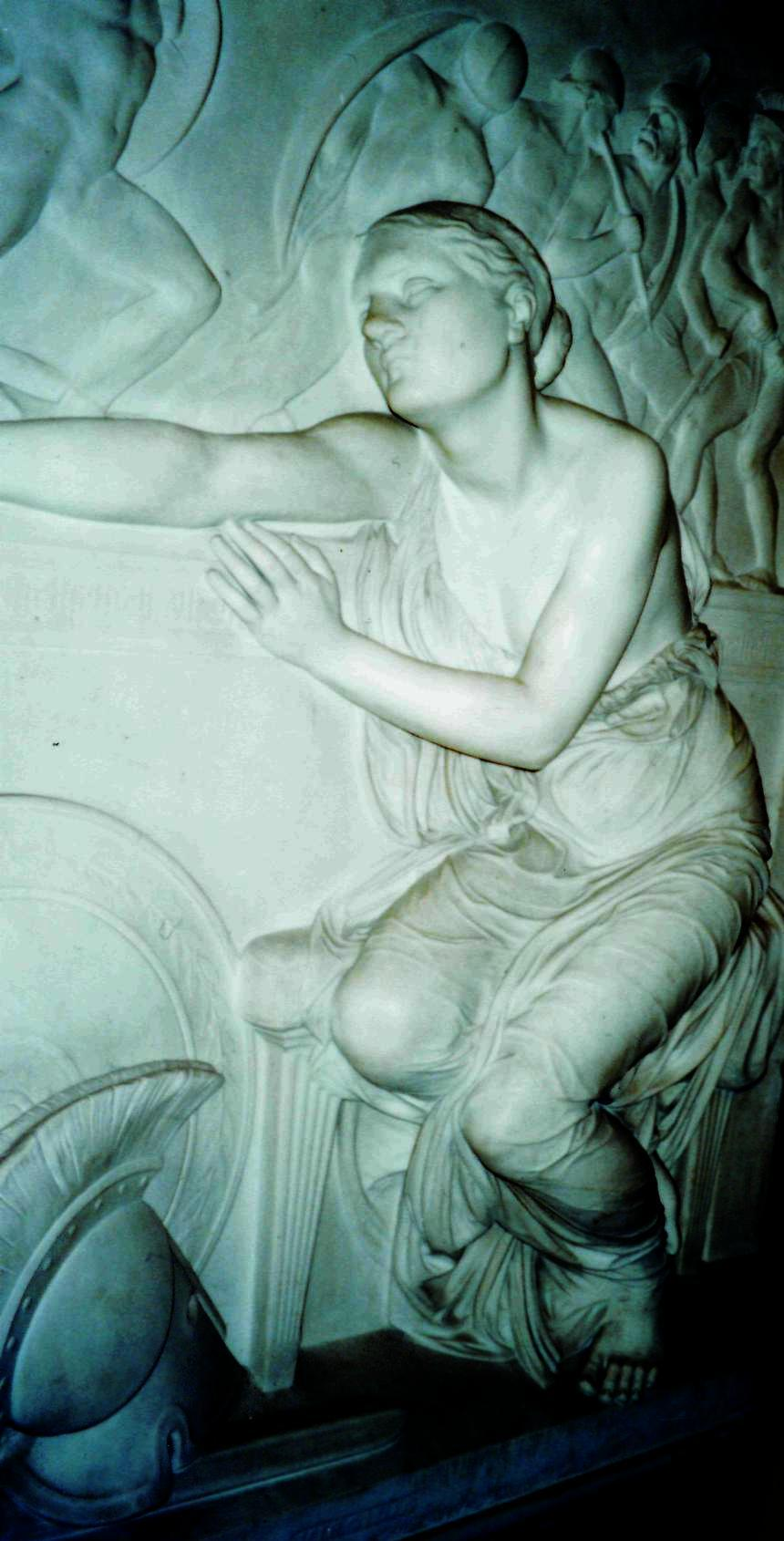
ویرجیلیا در فراقِ کوریولانوس، کارِ توماس وولنر

کوریولانوس رفته. بروتوس و سیسینیوس مردم را مرخّص می‌کنند و بر آنند که آرامش را برگردانند. ولومنیا و ویرجیلیا همراه منینیوس در راه بازگشت به خانه به سیسینیوس و بروتوس می‌رسند و دشنام می‌دهند. منینیوس و نمایندگان ستیز را می‌خوابانند و هر کس سوی خودش می‌رود.
صحنهٔ ۳
نیکانور، جاسوس ولسی‌ها در رم، در راه به ادریانِ ولسی برمی‌خورد و اخبار آشفتگی رم و تبعید کوریولانوس را می‌دهد. ادریان می‌گوید که ولسی‌ها سپاهِ نو آراسته‌اند و آمادهٔ حمله به رم هستند. نیکانور و ادریان شادان و امیدوار راهیِ آنتیوم، که مرکز فرمانروایی ولسی‌هاست، می‌شوند.
صحنهٔ ۴
کوریولانوس ناشناس و با جامهٔ ژنده به آنتیوم درآمده و از یکی نشانی خانهٔ اوفیدیوس را می‌پرسد. می‌خواهد نزد اوفیدیوس رفته و اگر کشته نشد، با او همدست شود و رم را بکوبد.
صحنهٔ ۵
کوریولانوس هنگام مهمانی شبانه به خانهٔ اوفیدیوس درمی‌آید. نوکران که او را گدا می‌پندارند می‌خواهند بیرونش کنند، ولی او ایشان را می‌زند و فرمان می‌دهد که اربابشان را فراخوانند. اوفیدیوس می‌آید و کوریولانوس را نمی‌شناسد. پس کوریولانوس خود را می‌شناساند و سرگذشت بازمی‌گوید و اوفیدیوس را بر آن می‌دارد که اگر دلاوری دارد با او هم‌پیمان شود تا رم را بگیرند، والّا بکشدش که اگر نکشد حماقت کرده. سخن در اوفیدیوس می‌گیرد و کوریولانوس را در آغوش می‌کشد و هم‌پیمان می‌شوند تا لشکرِ انگیخته را فرماندهی کنند و رم را بکوبند و از بزرگانش که به خواهش توده‌ها تن داده‌اند نیز تاوان بکشند. پس می‌روند تا اوفیدیوس کوریولانوس را با بزرگان ولسی آشنا کند. نوکران می‌مانند و در این معنی رای می‌زنند که کوریولانوس جنگجوی بزرگ‌تری است یا اوفیدیوس. نوکری از اتاق بزرگان می‌رسد و می‌گوید که چگونه کوریولانوس را به بالای مجلس نشانده‌اند و چگونه همه بزرگش می‌دارند. جنگ نزدیک است.
صحنهٔ ۶
نمایندگان مردم با هم سخن می‌گویند و از کوریولانوس یاد می‌کنند و این که خبری از او نیست و روزگار به کام و آرامش برقرار است و مردم خشنودند. منینیوس می‌رسد و سخن از کوریولانوس می‌رود. نمایندگان بر این باورند که او قدرت مطلقه می‌خواست و خوب شد که شرّش کم شد. منینیوس همداستان نیست. و به هر حال همگی از کوریولانوس بی‌خبرند. یک بازپرس می‌رسد و خبر می‌آورد که یکی را گرفته‌اند که خبر آورده ولسی‌ها به سوی رم لشکر کشیده‌اند. نمایندگان باور نمی‌کنند و فرمان می‌دهند که خبرکش را تازیانه زنند. منینیوس باور می‌کند که اوفیدیوس از غیاب کوریولانوس استفاده کرده و گستاخ شده باشد. باز هم خبر می‌رسد که خبر پیشین راست است و اینک این که مارتیوس هم با ولسی‌هاست. منینیوس خیال می‌کند این خبر راست نباشد. نمایندگان به هراس آمده‌اند. کومینیوس می‌رسد و با زبانی گزنده با نمایندگان سخن می‌کند و این بدبختی را حاصل کار ایشان می‌شمارد. خبر راست است، کومینیوس تأیید می‌کند که کوریولانوس به ولسیان پیوسته و سپاهشان در راه رم است و خاکستر رم را به باد خواهد داد. بزرگان شرم می‌کنند و نمایندگان پروا. مردم می‌رسند. منینیوس سرزنششان می‌کند و بیمشان می‌دهد. ایشان می‌گویند که براستی نمی‌خواسته‌اند کوریولانوس را تبعید کنند و این را کار درستی نمی‌دانسته‌اند. بزرگان به مجلس کنکاش می‌روند. نمایندگان به مردم دل می‌دهند و ایشان را به آرامش فرامی‌خوانند. نمایندگان نیز بیمناک و اندیشناک به مجلس کنکاش می‌شتابند.
صحنهٔ ۷
اوفیدیوس با یکی از فرماندهان زیردستش از محبوبیّت کوریولانوس سخن می‌گوید. سربازان ولسی شیفتهٔ کوریولانوس شده‌اند و چنین می‌نماید که پایگاه اوفیدیوس از وی فروتر شده‌است. خاطر اوفیدیوس آسوده است که رم به دست کوریولانوس گشوده خواهد شد. و به زمانی می‌اندیشد که جنگ به سر آید و نوبت آن شود که دو دشمن قدیمی حسابشان را با یکدیگر صاف کنند.

### پردهٔ پنجم
صحنهٔ ۱
بزرگان و نمایندگان مردم و گروهی از مردم در صحنه‌اند. منینیوس از میانجی‌گری نومید است، زیرا کوریولانوس پادرمیانی کومینیوس را نپذیرفته و می‌خواهد رم را به آتش بکشد و هیچ رمی‌ای را امان ندهد مگر چند تنی از دوستانش را از میان بزرگان. منینیوس به نمایندگان هشدار می‌دهد که باید زانو زده و تا اردوی کوریولانوس به خاکساری و نیازگاری بروند، مگر دلش را نرم کنند. نمایندگان نیز دست به دامان منینیوس شده‌اند، مگر او بتواند ویرانی را از رم برگرداند. سرانجام منینیوس می‌پذیرد تا برود و با کوریولانوس سخن کند. ولی کومینیوس یکسره نومید است و خیال نمی‌کند کاری از دست منینیوس نیز ساخته باشد؛ و بر این باور است که اگر امیدی باشد تنها به اهل خانهٔ کوریولانوس است.
صحنهٔ ۲
منینیوس به اردوی ولسیان درآمده و نگهبانان راهش را گرفته‌اند. او می‌خواهد کوریولانوس را ببیند، ولی نمی‌گذارند و گفتگو به درازا می‌کشد تا کوریولانوس و اوفیدیوس پیدا می‌شوند. منینیوس کوریولانوس را پدرانه می‌ستاید و درمی‌خواهد که دست از این جنگ بشوید و چشم از گناه رمی‌ها بپوشد. ولی کوریولانوس او را می‌راند و می‌گوید که برنخواهد گشت، هرچند اهل خانه‌اش به پادرمیانی بیایند؛ و تنها نامه‌ای به وی می‌دهد و پسش می‌راند. اوفیدیوس استواری کوریولانوس را می‌ستاید و با هم می‌روند. منینیوس شکسته و افسرده و از جان گذشته نگهبانان را دشنام می‌دهد و بازمی‌گردد.
صحنهٔ ۳

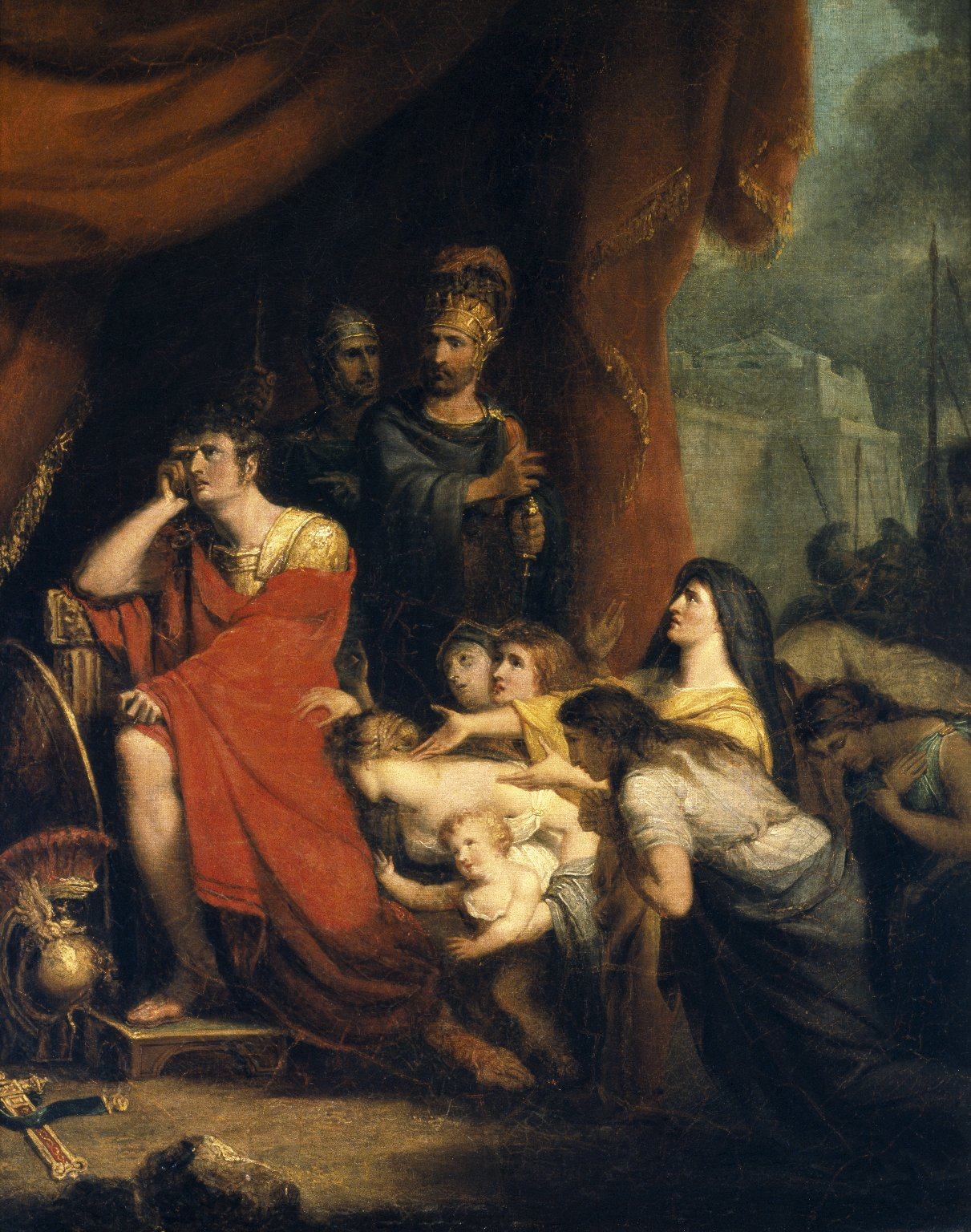
ولومنیا به کوریولانوس التماس می‌کند. (نقّاشی ریچارد وستال، ۱۸۰۰ میلادی)

کوریولانوس به بالای مجلس نشسته و با اوفیدیوس از این می‌گویند که هیچ درخواستی از رم پذیرفته نخواهد شد، هرچند نزدیک‌ترین نزدیکان کوریولانوس به میانجی‌گری گسیل شوند. کوریولانوس می‌گوید که آن پیرمرد، منینیوس، از برترین ستایندگانش بوده، و با این همه کوریولانوس تنها همان شرایطی را به او پیشنهاد کرده که از پیش پیشنهاد شده بود و رم نپذیرفته بود. در همین حال ویرجیلیا و ولومنیا و مارتیوس جوان و والریا می‌رسند، و کوریولانوس نگران می‌شود و اراده‌اش سستی می‌گیرد. ولی بنا می‌کند که تسلیم عواطف نشود و کوتاه نیاید. ویرجیلیا درودش می‌کند و می‌بوسدش و کوریولانوس عاشقانه در آغوشش می‌گیرد. سپس برابر مادرش زانو می‌زند، ولی مادر هم برابر کوریولانوس زانو می‌زند. کوریولانوس برمی‌آشوبد. مادر به سخن می‌آید. نخست والریا را نشان می‌دهد، که کوریولانوس درود می‌کند و می‌ستاید، که او همانا خواهر پوبلیوس والریوس پوبلیکولا است. سپس پسر را نشان می‌دهد که کوریولانوس برایش دعا می‌خواند و پسرک زانو می‌زند. و پس می‌خواهد سخن بگوید، ولی کوریولانوس درمی‌خواهد که نخواهند آنچه را که پذیرفتنی نیست. ولی ولومنیا پای می‌قشارد که سخن بگوید، هرچند پذیرفته نشود، تا گناه ویرانی به گردن خاموشی ایشان نباشد. پس کوریولانوس در حضور ولسیان سخن مادر را گوش می‌سپارد. ولومنیا از آشفته‌حالی اهل خانهٔ کوریولانوس می‌گوید که با این جنگ یا خانه‌شان ویران می‌شود، یا مردشان را از دست می‌دهند. و به کوریولانوس می‌گوید که اگر این کار را به خوشی تمام نکند، مادرش را پامال کرده. ویرجیلیا نیز چنین می‌گوید، و پسرک می‌گوید که خواهد گریخت و پامال پدر نخواهد شد، تا بزرگ شود و بجنگد. کوریولانوس برمی‌خیزد که برود، ولی ولومنیا ندا می‌دهد که بماند و بیشتر بشنود. مادر از پسر می‌خواهد که آشتی میان رمی‌ها و ولسی‌ها برقرار کند و نام نیک از خود به جای بگذارد. کوریولانوس اعتنا نمی‌کند. سپس ولومنیا می‌نالد که این پسر ناسپاس روی از مادر برگردانده و زن و فرزند کوریولانوس را می‌گوید که سخن بگویند، مگر در دل سنگ کوریولانوس بگیرد. سپس همگی به نیازگاری زانو می‌زنند تا مگر کوریولانوس شرم کند. سرانجام برمی‌خیزند و روی می‌گردانند و ولومنیا کوریولانوس را نفرین می‌کند و می‌روند. ولی ناگهان کوریولانوس فرومی‌شکند و فریاد برمی‌آورد و به مادر می‌گوید که پیروزی رم را به زبانش خریده. سپس رو به اوفیدیوس می‌کند و او را گواه می‌گیرد که چنین خواهشی نپذیرفتنی نبود. کوریولانوس صلح را پذیرفته، هرچند به رم برنخواهد گشت و از جان خویش بیمناک است. اوفیدیوس فرصت یافته تا به دشمنی شخصی با کوریولانوس بیندیشد. کوریولانوس به زنان می‌گوید که سزاست اگر پرستشگاهی به نام ایشان بسازند، زیرا هیچ کس مگر ایشان نمی‌توانست رم را از آتش خشم کوریولانوس نجات بخشد.
صحنهٔ ۴
منینیوس از بخشایش کوریولانوس نومید است و سیسینیوس را بیم می‌دهد که زنان هرگز نخواهند توانست رایش را از جنگ بگردانند. پیکی می‌رسد و به سیسینیوس هشدار می‌دهد که بگریزد و در خانه پنهان شود، چراکه مردم نمایندهٔ دیگر را که بروتوس باشد گرفته‌اند و بر آنند که اگر زنان خوش‌خبر بازنگردند بکشندش. پیک دوّم می‌رسد و خبر می‌رساند که زنان کار را از پیش برده‌اند و خوشبختی به رم روی نموده. نوای شادمانی شهر را فراگرفته. منینیوس می‌گوید که بخت سیسینیوس بلند بوده که از این ماجرا جان به در برده. سیسینیوس پیک را سپاس می‌گزارد و همگی به سوی دروازه می‌شتابند تا زنان را پیشواز و سپاس کنند.
صحنهٔ ۵
زنان از راه می‌رسند و یکی از بزرگان درودشان می‌خواند و همه را فرامی‌خواند تا بستایندشان و کوریولانوس را به خاطر مادر دلیرش که رم را نجات بخشیده به رم بازخوانند.
صحنهٔ ۶
اوفیدیوس کسی را می‌فرستد که بزرگان ولسی را بخواند تا به کار کوریولانوس رسیدگی کنند. همدستان اوفیدیوس می‌رسند و او را خشمگین می‌یابند. می‌خواهند رای مردم را چنان با خود همراه کنند که کوریولانوس به مرگ محکوم شود. صدای غلغله شادمانی مردم می‌رسد که کوریولانوس را پیشواز می‌کنند و اعتنایی به اوفیدیوس ندارند. بزرگان می‌رسند و با اوفیدیوس هم‌رایند که کوریولانوس فرصت را سوخته و پیروزی را از ولسیان دریغ کرده. کوریولانوس با مردم ولسی با افتخار وارد می‌شود و بزرگان را درود می‌کند و گزارش می‌دهد که غنایم این جنگ یک‌سوّم مخارجش را سر به سر کرده و آشتی ارزشمندی حاصل شده. اوفیدیوس نهیب می‌زند که مارتیوس خیانتکار است. کوریولانوس هم از شنیدن نام پیشینش و هم از اتّهام خیانت شگفت‌زده و خشمگین می‌شود و با اوفیدیوس سخنان درشت می‌گوید و می‌شنود و از شکست‌هایی می‌گوید که به اوفیدیوس تحمیل کرده و چه بسیار از سربازانش را در جنگ‌های پیشین از دم تیغ گذرانده. اوفیدیوس از فرصت استفاده می‌کند و خواری‌ای را یاد می‌آورد که کوریولانوس در جنگ‌های پیشین بدیشان چشانده. همدستان فریاد مرگ سر می‌دهند و مردم نیز به یاد کشتگانشان چنین می‌کنند. یکی از بزرگان می‌گوید که کوریولانوس مرد ارجمندی است و این کار را دادگاهی قانونی باید. کوریولانوس دشنام می‌دهد، اوفیدیوس پاسخ می‌دهد، همدستان اوفیدیوس فریاد مرگ سر می‌دهند و دو کس از ایشان در شلوغی کوریولانوس را دشنه می‌زنند و می‌کشند. بزرگان اوفیدیوس را سرزنش می‌کنند و برای کوریولانوس تشییعی برومند چنان که شایسته بزرگان است تدارک می‌بینند. اوفیدیوس هم متأثّر می‌شود و از بزرگی کوریولانوس می‌گوید.

## منابع داستان

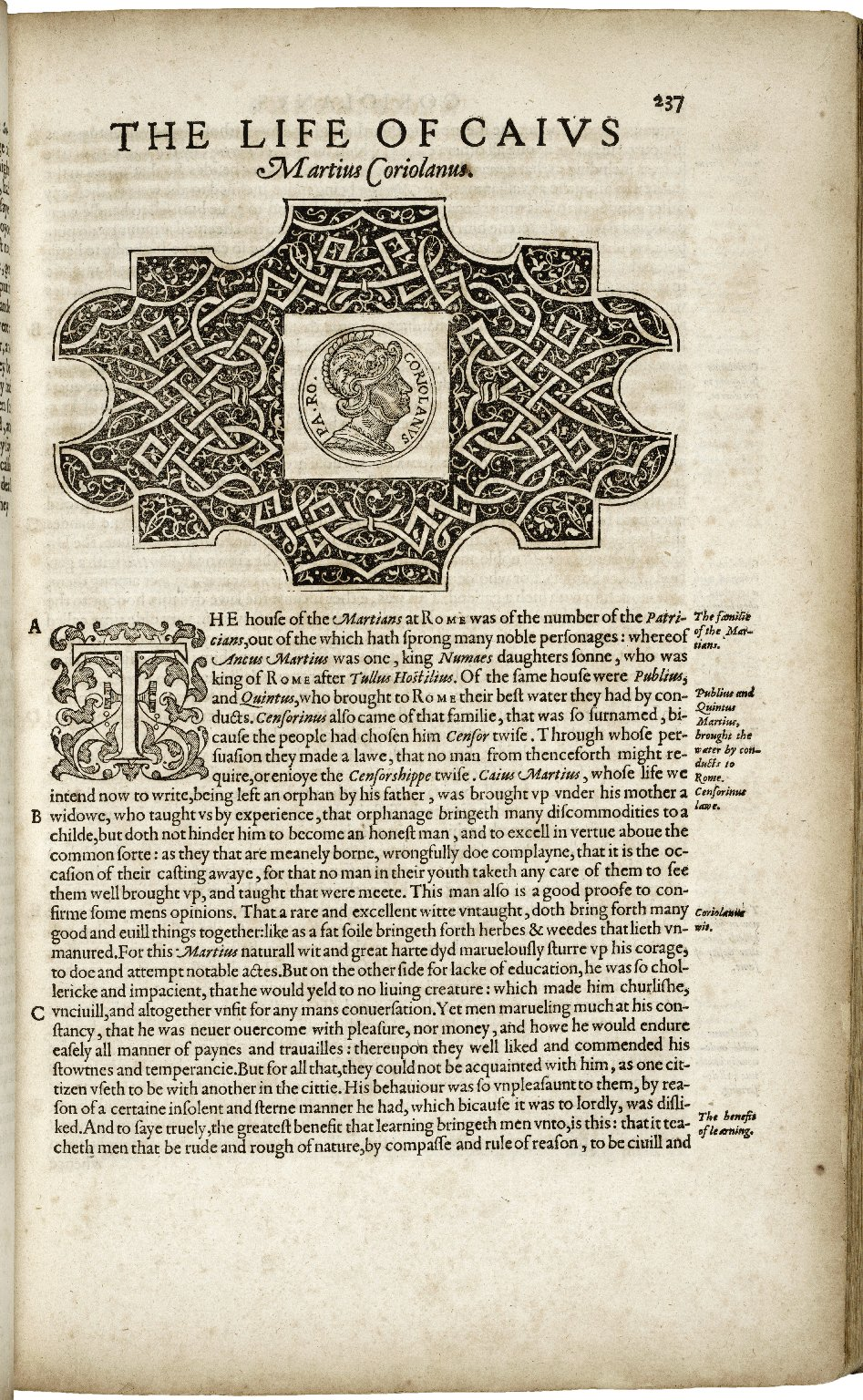
صفحهٔ نخست سرگذشت کوریولانوس در ترجمهٔ ۱۵۷۹ توماس نورث از حیات مردان نامیٔ پلوتارک